# Vergèze
Vergèze är en kommun i departementet Gard i regionen Occitanien i södra Frankrike. Kommunen ligger i kantonen Rhôny-Vidourle som tillhör arrondissementet Nîmes. År 2022 hade Vergèze 5 778 invånare.
Källan från vilken Perrier mineralvatten hämtas ligger i Vergèze. Där finns också vattenfabriken.

## Befolkningsutveckling
Antalet invånare i kommunen Vergèze
Referens:INSEE